# Hanna Resvoll-Holmsen
Hanna Marie Resvoll-Holmsen, nata Resvoll, (Vågå, 11 settembre 1873 – Oslo, 13 marzo 1943), è stata una botanica e educatrice norvegese.
Fu una pioniera nell'educazione di storia naturale norvegese e nella conservazione della natura insieme a sua sorella Thekla Resvoll.

## Vita
Hanna Resvoll-Holmsen è stata molto spesso malata durante la sua infanzia e l'attenzione scolastica era sporadica dopo il suo dodicesimo compleanno. Sostenne un esame di scuola superiore nel 1902, nello stesso periodo in cui aveva anche un matrimonio infelice alle spalle. Studiò storia naturale alla Royal Frederik's University di Kristiania e si laureò in botanica nel 1910. Dal 1921 è stata docente in geografia vegetale presso la stessa università, posizione che ricoprì fino al suo pensionamento nel 1938.
Hanna Resvoll-Holmsen partecipò come botanica nella spedizione alle Svalbard nel 1907, sotto la guida dell'oceanografo Prince Albert. L'anno successivo andò alle Svalbard da sola principalmente per scattare delle fotografie, in parte a colori. Queste fotografie costituiscono una prima e unica documentazione della natura delle Svalbard. Le sue constatazioni botaniche furono pubblicate per la prima volta come Observations botaniques a Monaco, poi successivamente in norvegese come Svalbards Flora (1927) - la prima flora di questo arcipelago.
Usando i metodi quantitativi di Christen C. Raunkiær, fece un ampio sondaggio sulla vegetazione alpina norvegese, pubblicato come Om Fjeldvegetationen i det Østenfjeldske Norge (Sulla vegetazione di montagna in Norvegia a est degli Scandes, 1920). Era particolarmente interessata alle foreste di betulle subalpine. Pubblicò un saggio intitolato Om betydningen av det uensartede i våre skoger (Sul significato dell'eterogeneità nelle foreste), con cui chiese la conservazione della naturale foresta di montagna e criticò la sua sostituzione con piantagioni di abete rosso. Questo opuscolo causò molta animosità contro di lei tra i silvicoltori.
Insieme al geologo Adolf Hotel, è stata responsabile della prima designazione di una zona protetta nelle isole Svalbard. È stata una forte sostenitrice per la conservazione della natura nelle montagne norvegesi. È conosciuta nei circoli ambientalisti norvegesi come la prima calza verde del paese.
Resvoll-Holmsen si sposò prima con Hans Dieset (con cui divorziò nel 1901), poi dal 1909 con il geologo statale Gunnar Holmsen (1880–1976), fratello del marito di sua sorella.
In suo onore è stata intitolata la specie ranuncolo Ranunculus resvoll-holmseniae (Ranunculaceae).

## Galleria d'immagini

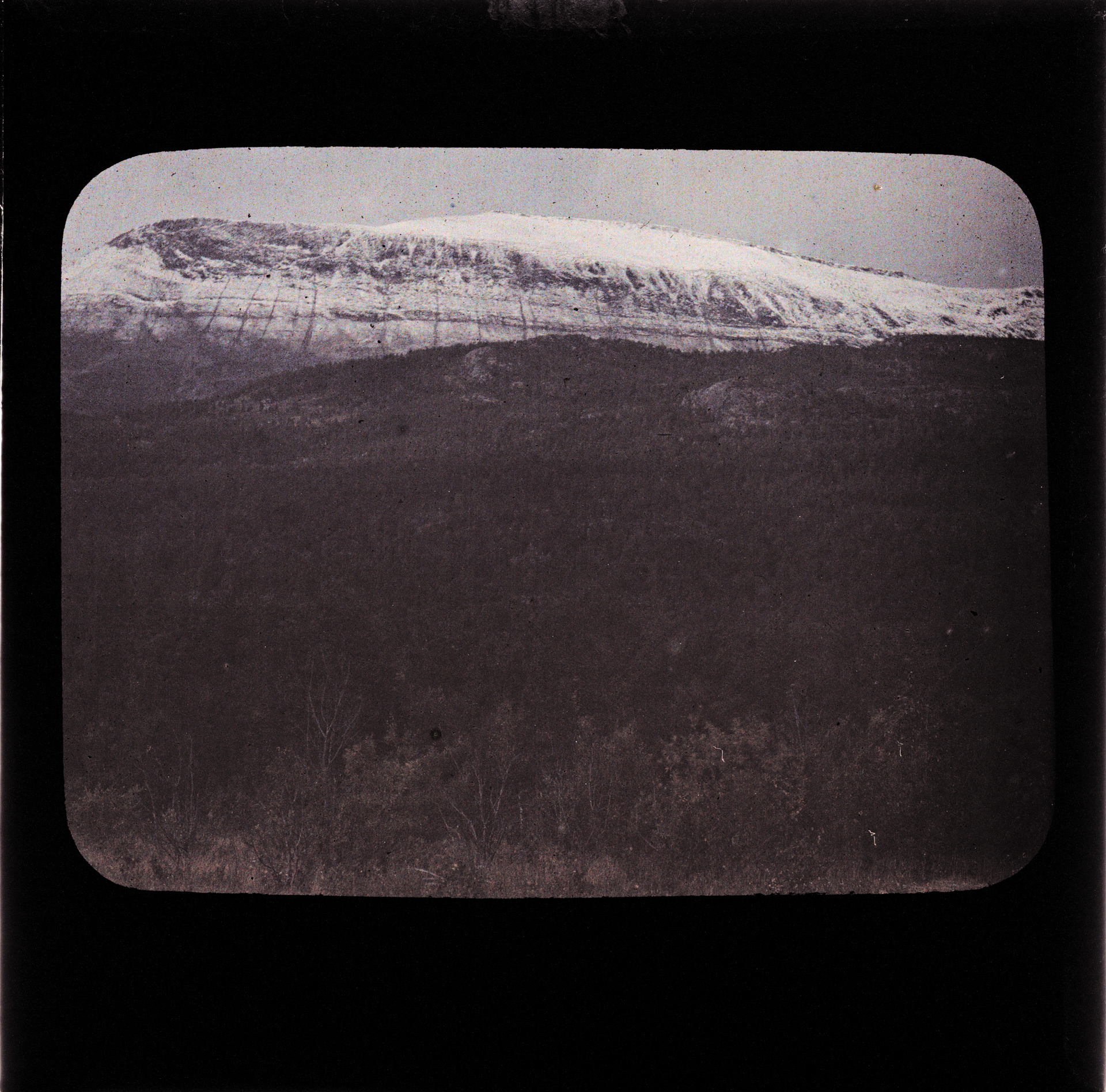
Viaggio di ricerca a Troms, 1912.
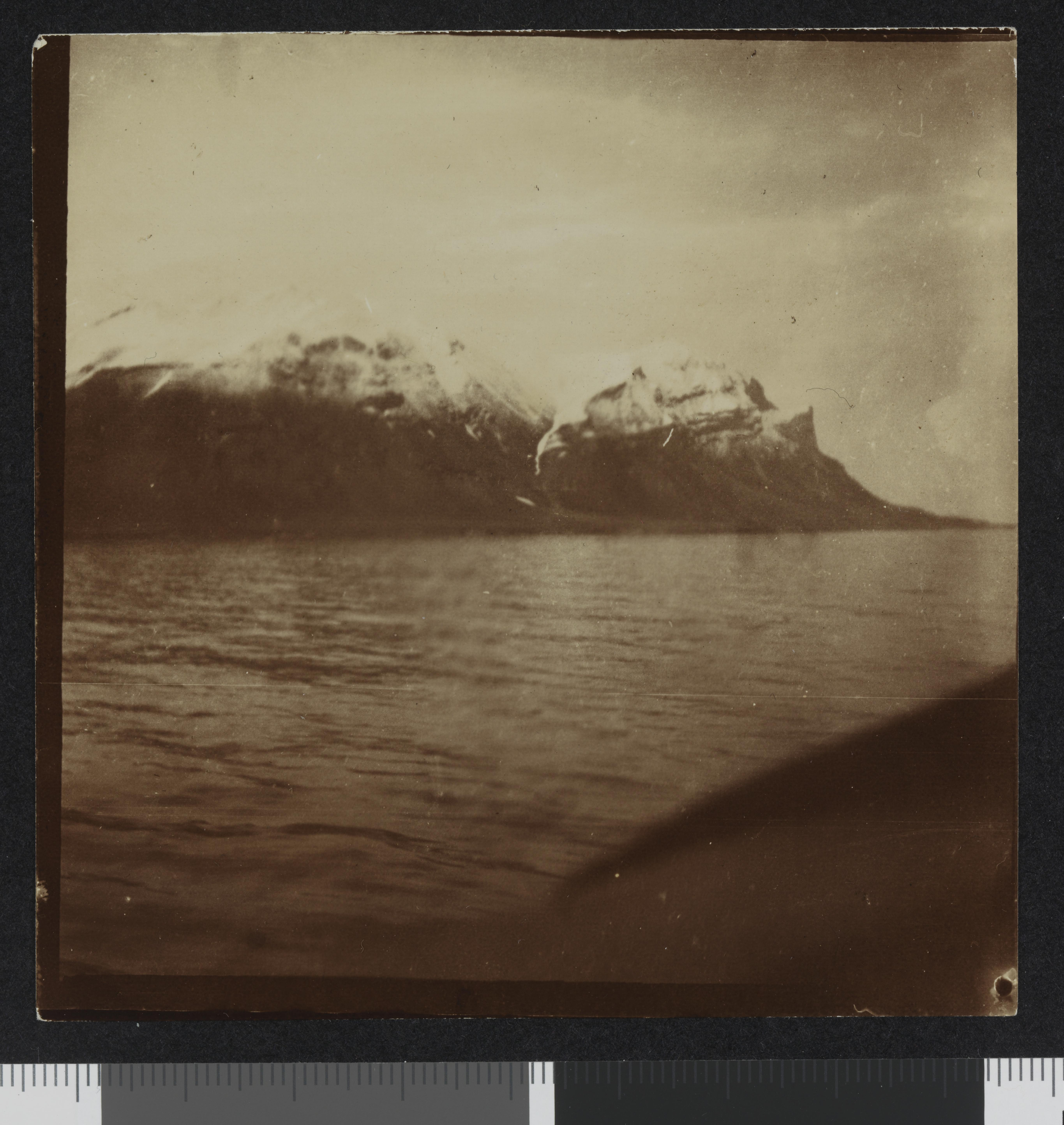
1 Gennaio 1907.
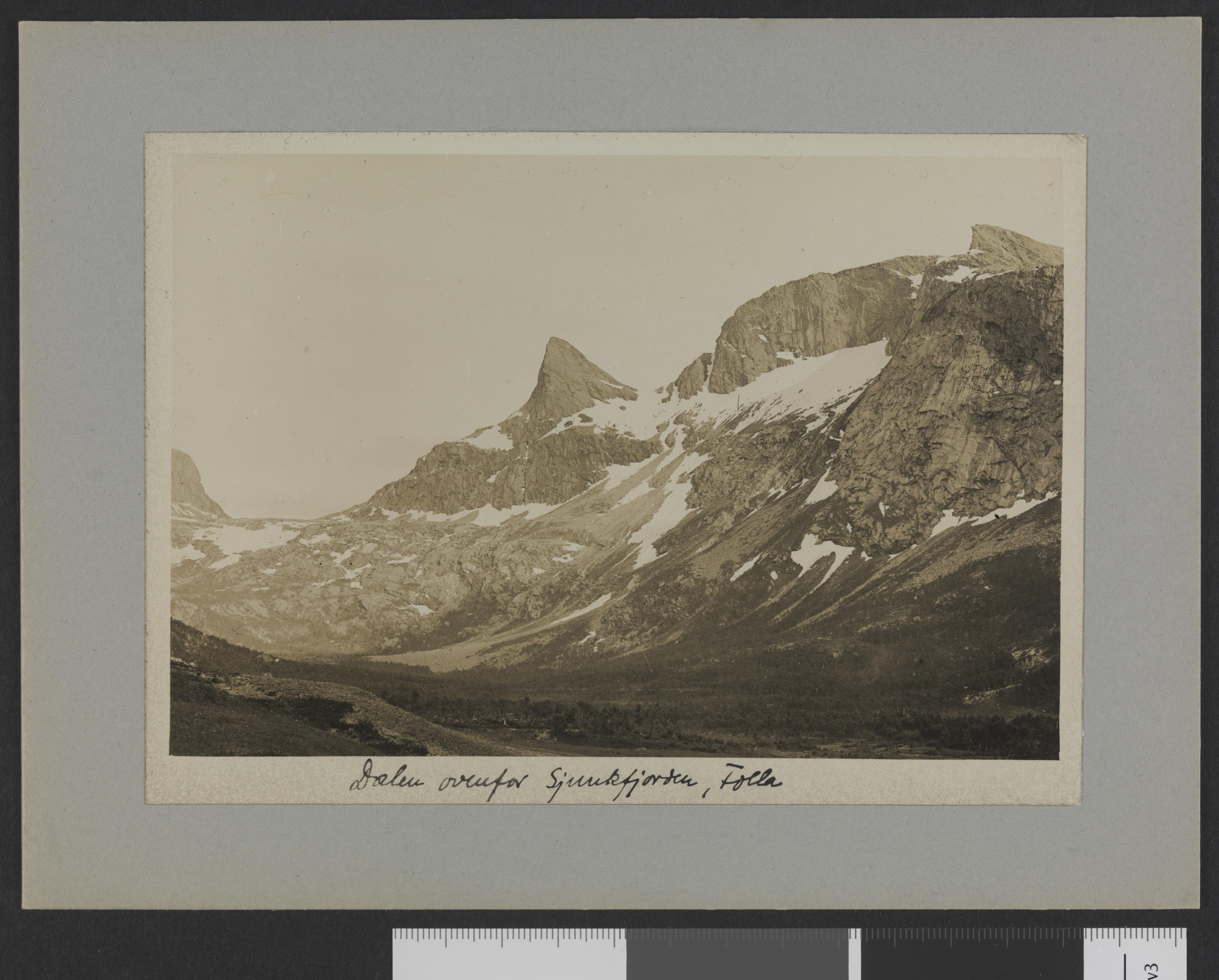
Tra il 1909 e il 1912.
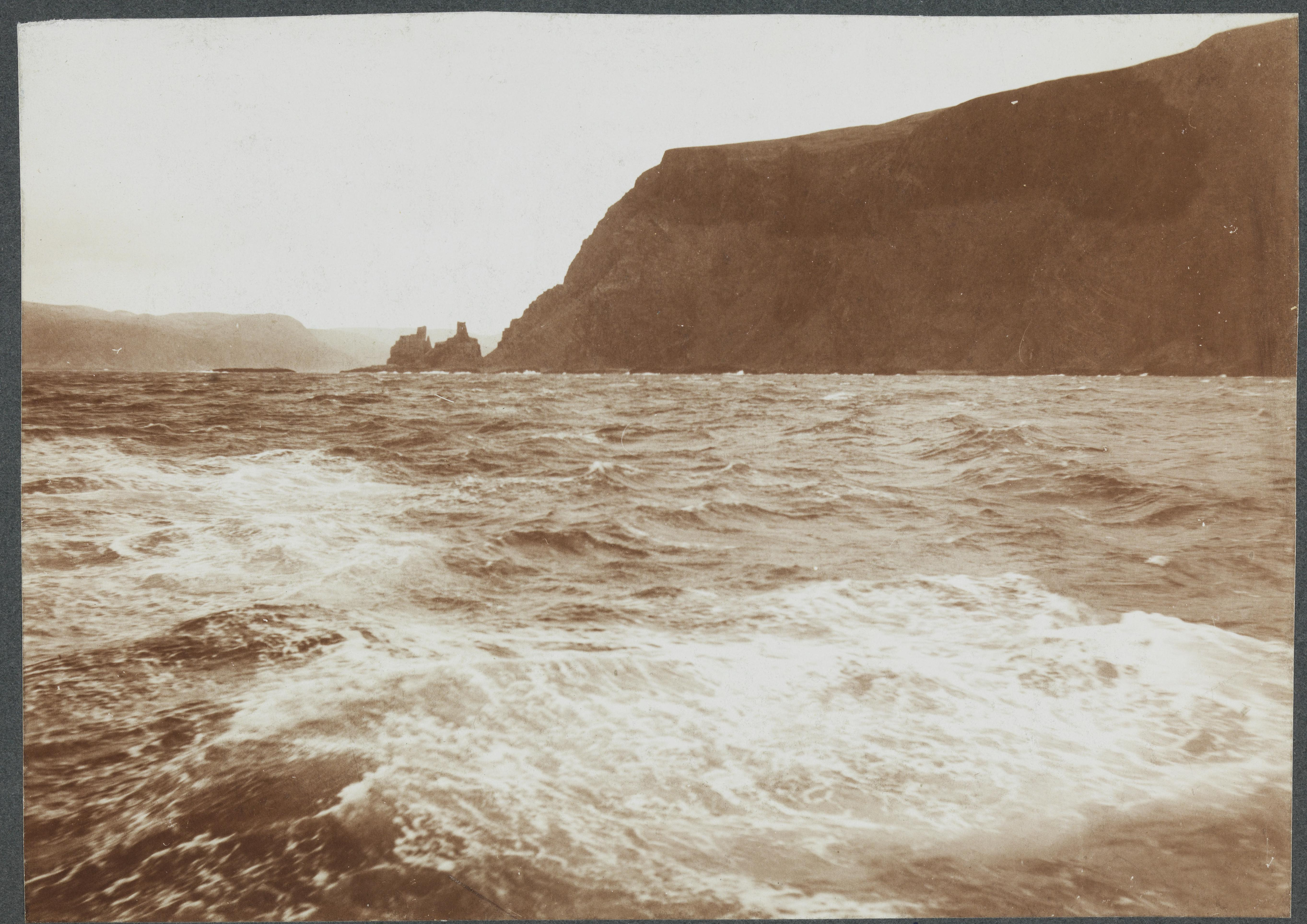
15 Settembre 1909.
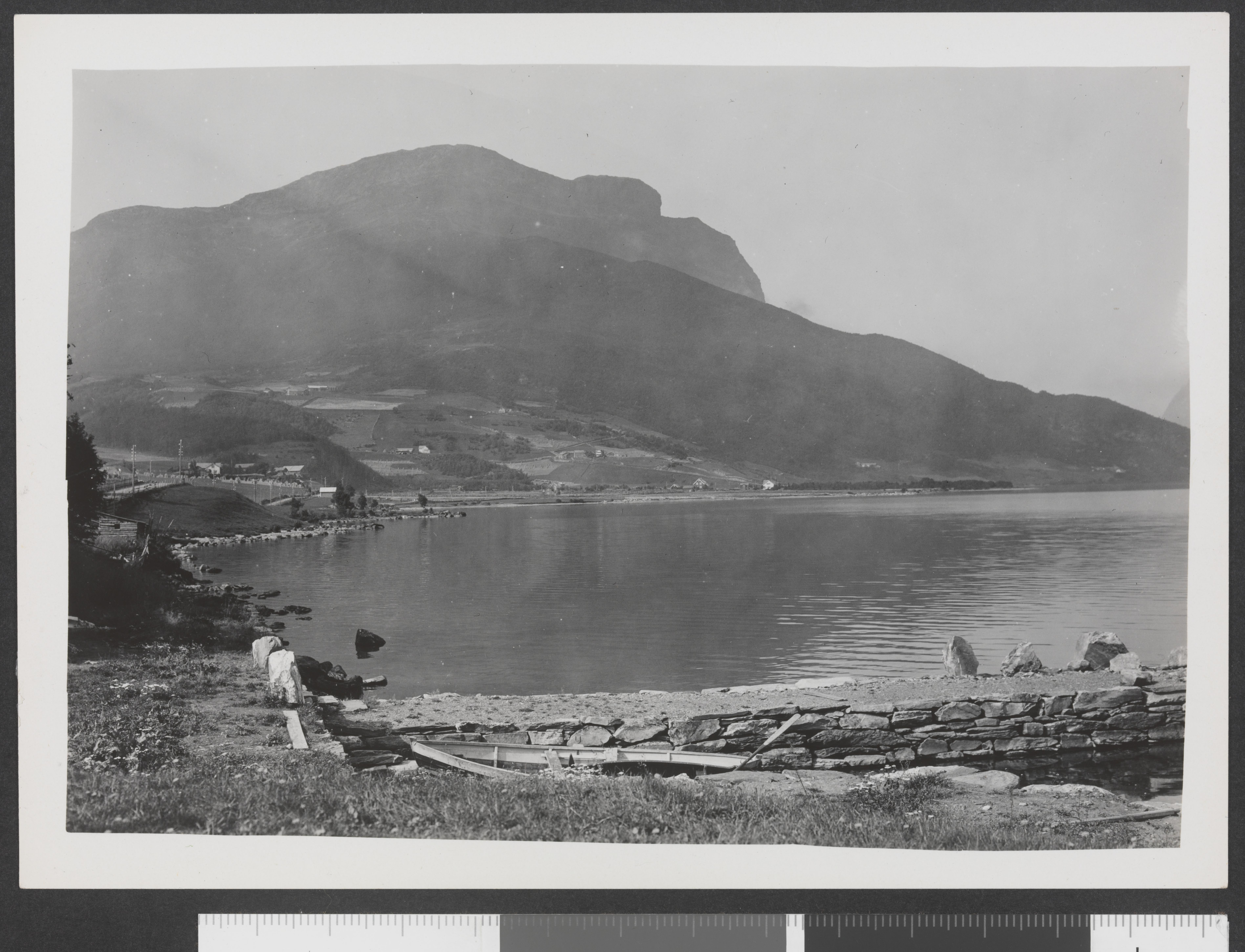
Tra il 15 Giugno 1930 e il 15 Agosto 1930.
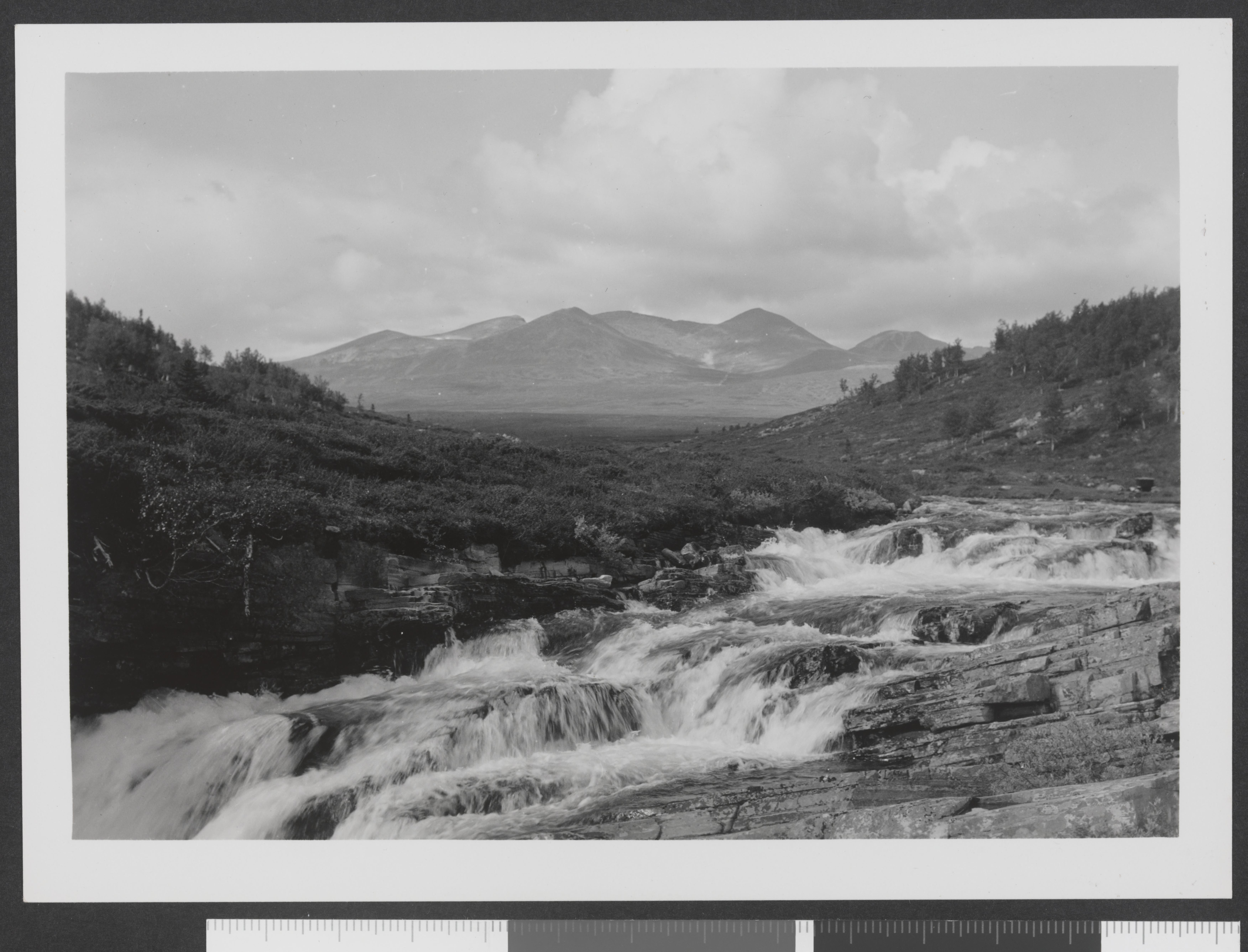
Mysuseter, Sell, 1930.
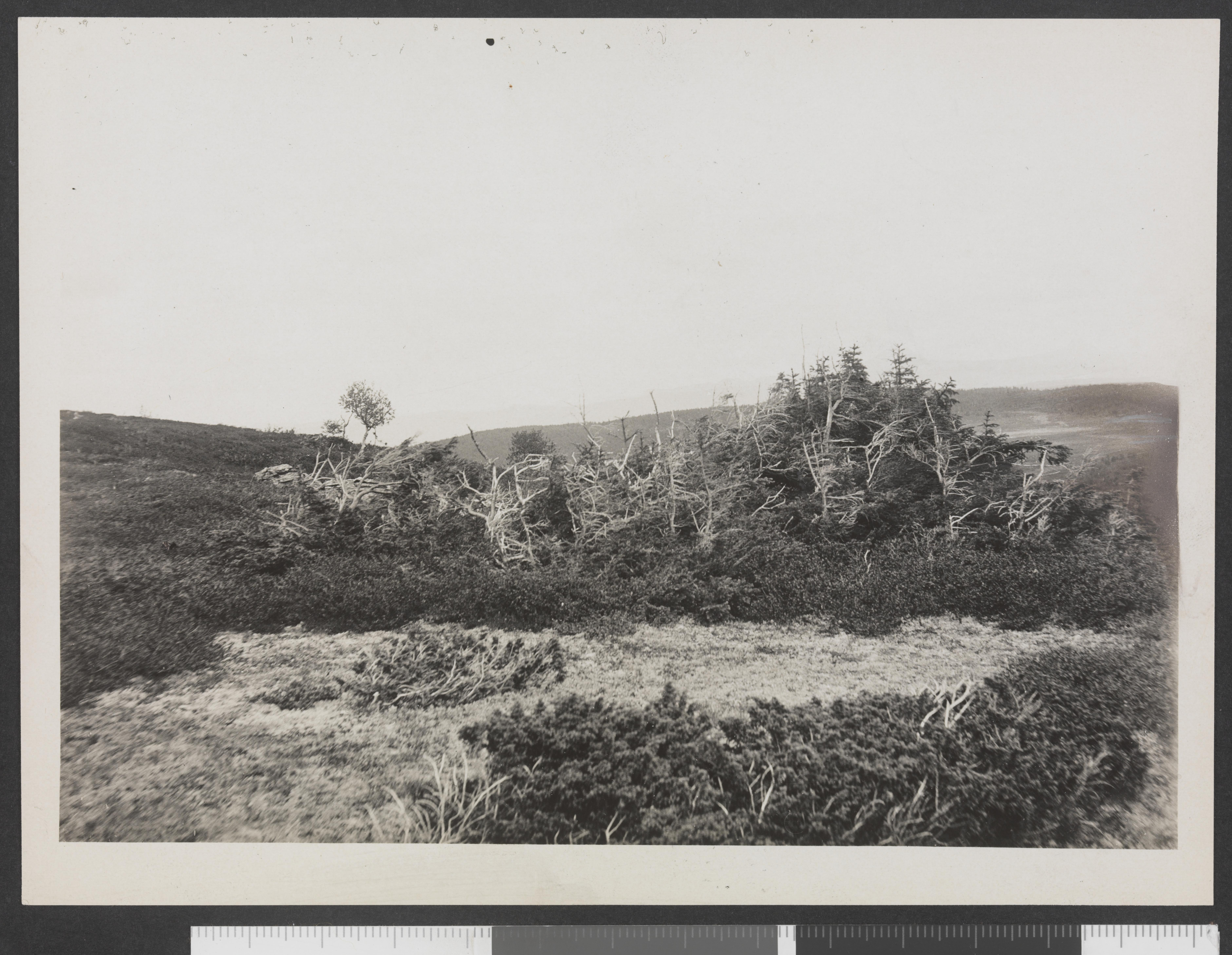
17 Luglio 1916.
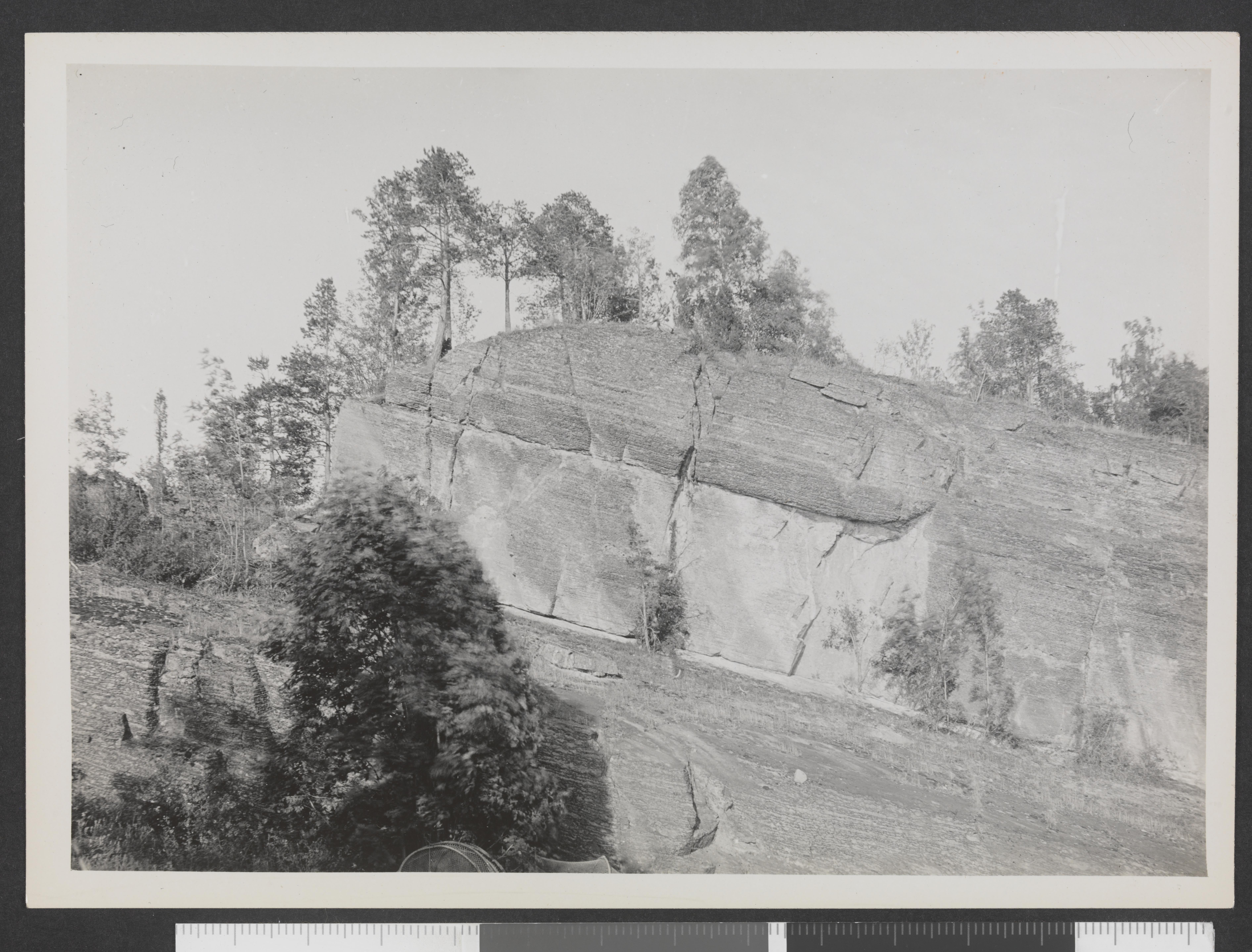
15 Giugno 1923 e il 15 Agosto 1923.
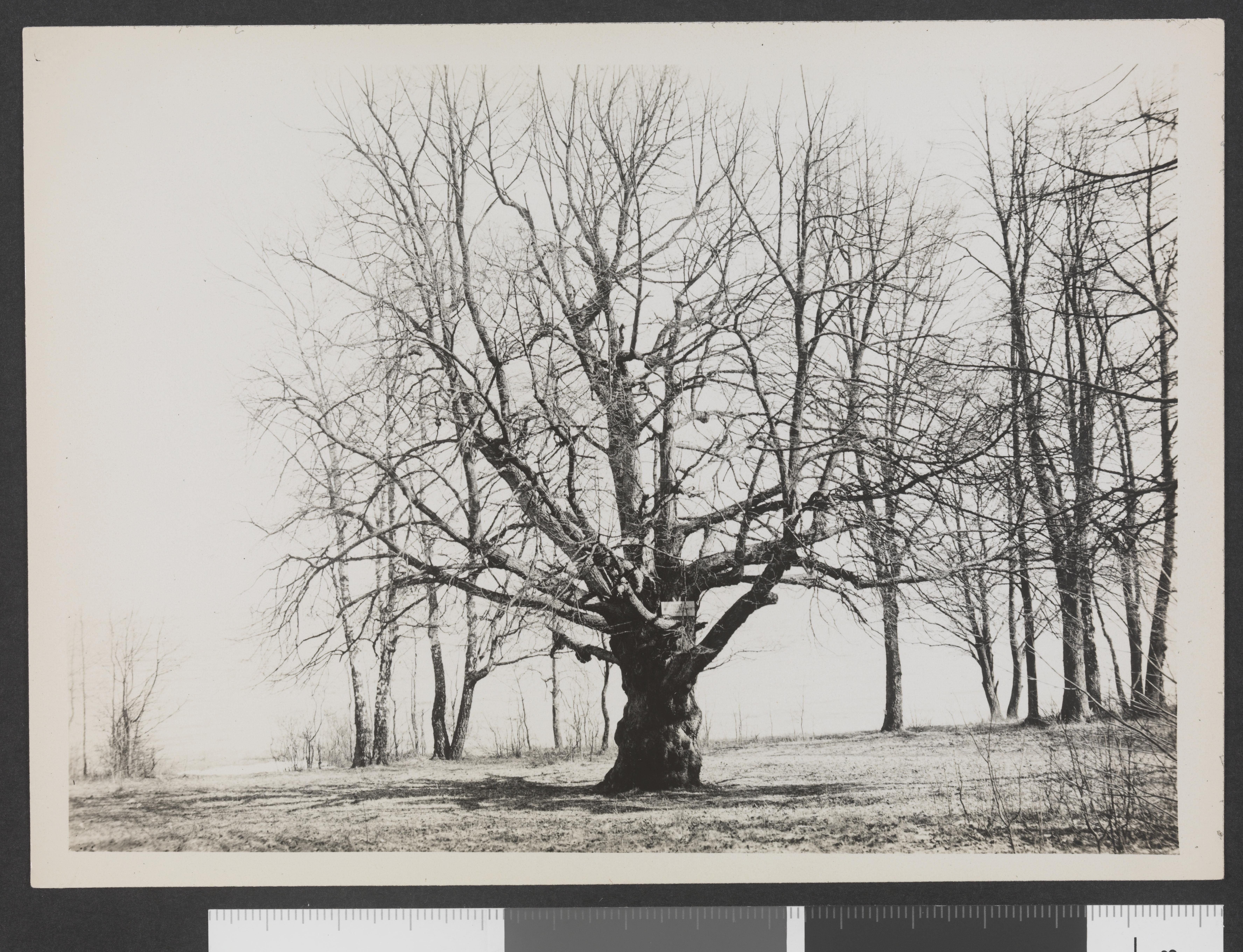
12 Aprile 1927.
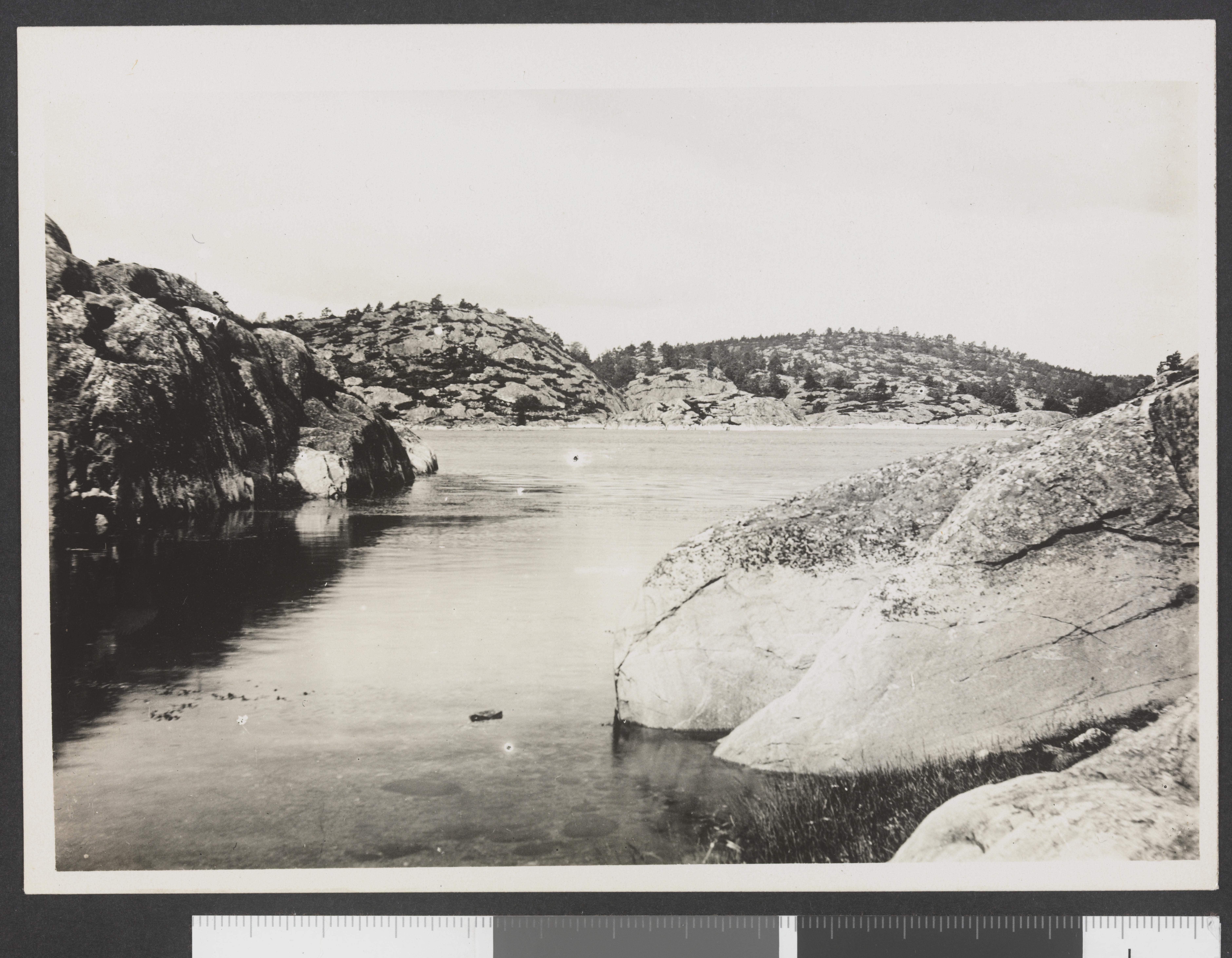
Klingsund og Jæren, 1920.
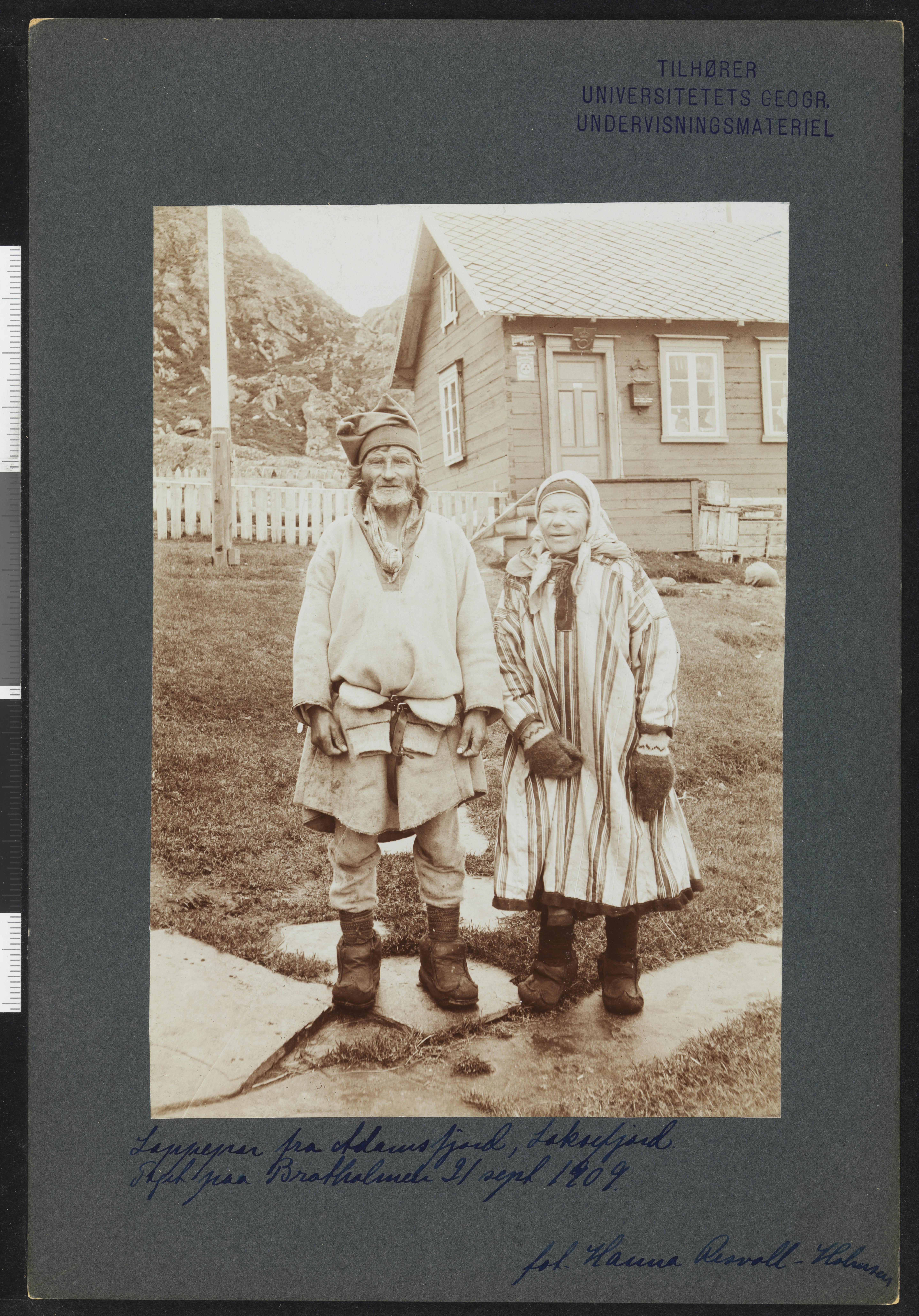
21 Settembre 1909.
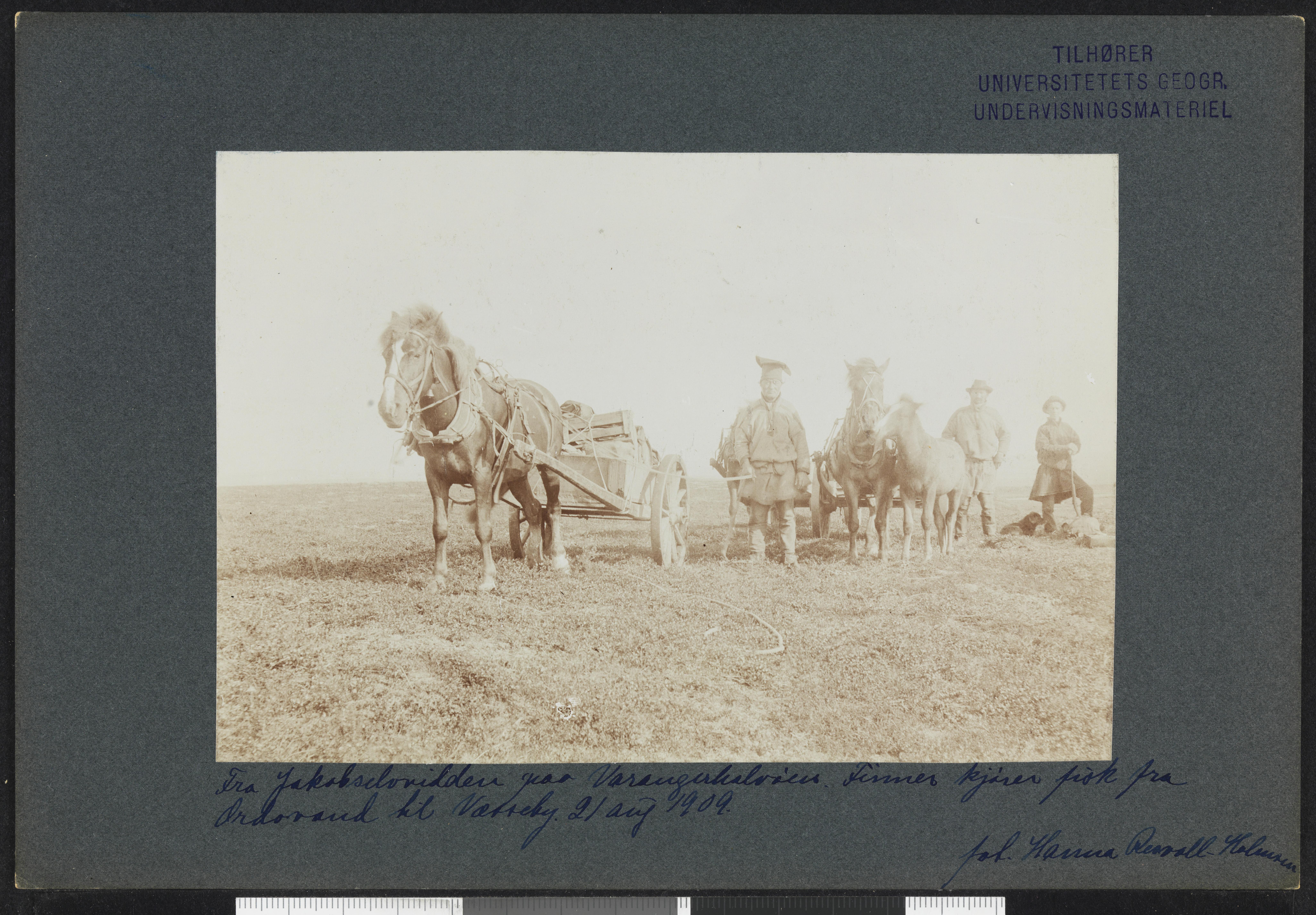
21 Agosto 1909.

## Opere scientifiche selezionate
- Le osservazioni botaniche della campagna scientifica di SAS Principe Albert I di Monaco. La misión Isachsen au Spitzberg 1907. Monaco, 1910.
- Om Fjeldvegetationen i det Østenfjeldske Norge. Arkiv per matematik og naturvidenskap 1920/ No.2.
- Flora delle Svalbards - med en del om dens plantevekst i nutid og fortid. 56 pagg. 1927.
- Om betydningen av det uensartede i våre skoger. Tidsskrift per Skogbruk 1932, 40: 270-275.